# Harry Romero
Harry „Choo Choo“ Romero ist ein amerikanischer House-DJ und -produzent aus New York City.

## Biografie
Harry Romero ist eng verbunden mit Subliminal Records und Erick Morillo und Jose Nuñez, mit denen er unter den Pseudonymen Constipated Monkeys und The Dronez auch zahlreiche Singles-Remixe produziert hat. Das Trio gewann im Jahr 1999 den Muzik Magazine Remixer of the Year Award.
Im Jahr 2000 gründete Romero sein eigenes Musiklabel Bambossa Records, das ein Sublabel von Subliminal Records ist.

## Diskografie

### Alben
- 2004: Thatbeat

### Singles
1995:
- Urban Turban (als Soulfuric)
- Sea of Passion (als Soulfuric)

1996:
- Mujeres (als El Chulo)
- Bad Little Kiddies (mit Junior Sanchez)

1998: 
- Mongobonix

1999:
- Hazin’ and Phazin’ (als Choo Choo Project)
- Just Can’t Get Enough
- Believe (mit Carlos Sosa und Erick Morillo als Ministers De-La-Funk feat. Jocelyn Brown)

2000:
- I Will (als Mongobonix)

2001:
- Suck My Clock
- Tania
- I Want Out (I Can’t Believe)
- Night @ the Black

2002:
- Come & Give Me Something (mit Jose Nuñez & Palmrich)
- Keep Your Head Up

2003:
- I Go Back (feat. Robert Owens)
- Tornado (vs. Mondo Grosso)
- Dancin’ (mit Erick Morillo & Jose Nuñez feat. Jessica Eve)
- Calling Me

2004:
- What Happened (feat. Jessica Eve)
- Be the One (feat. Shawnee Taylor)

2005:
- Warped

2006:
- Call Me (mit Erick Morillo und Jose Nuñez als The Dronez feat. Shawnee Taylor)

2009:
- La Luz
- Jumped

2010:
- Phuture
- Jack 2 This
- Voodoo Sex (mit Jose Nunez)
- Where You Are (mit Junior Sanchez & Alexander Technique feat. Shawnee Taylor)
- Acid Kraft (vs. Chris Moody)
- Here Comes That Sound
- It’s Over Now (vs. Lee Kalt & Mark Alston)

2011:
- Is This Time Goodbye? (I Gotta to Move On) (feat. Trey Lorenz)
- Pa Ra Ra (Shake) (mit Erick Morillo)
- Overdose
- Tambores

### Remixe (Auswahl)
- 1999: Basement Jaxx – Red Alert
- 1999: Diana Ross – Not Over You Yet
- 2000: Modjo – Lady (Hear Me Tonight)
- 2004: Bob Sinclar – My Only Love
- 2007: Maroon 5 – Makes Me Wonder
- 2007: Yves Larock – Rise Up
- 2008: Steve Angello – Gypsy
- 2008: Lady Gaga feat. Colby O’Donis – Just Dance
- 2009: Bad Boy Bill feat. Alyssa Palmer – Falling Anthem
- 2010: Eddie Thoneick – Funk
- 2010: Cicada – Your Love
- 2011: Erick Morillo & Eddie Thoneick feat. Shawnee Taylor – Stronger
- 2012: Alexandra Burke feat. Erick Morillo – Elephant